# Países Bajos Austríacos
Se denomina Países Bajos Austríacos al conjunto de territorios cedidos por el Imperio español al Imperio Habsburgo tras el Tratado de Utrecht en 1714 hasta la anexión de estos por Francia en 1795 durante las Guerras revolucionarias francesas.

## Historia
A la muerte del rey de España Carlos II, el rey de Francia Luis XIV proclamó a su nieto como Felipe V, de acuerdo con el testamento del rey difunto; pero su política expansiva provocó el temor en Europa y se originó la guerra de sucesión española, en la que gran parte de los Países Bajos fueron conquistados por las fuerzas de la Gran Alianza de La Haya a partir de la batalla de Ramillies.
Dado que el elector de Baviera Maximiliano II había perdido sus territorios bávaros tras la batalla de Höchstädt (1704), y el subsiguiente Tratado de Ilbesheim, el rey Luis XIV convenció a su nieto Felipe V para que cediera los Países Bajos al elector desposeído de Baviera, lo que hizo el 22 de junio de 1711 y volvió a confirmar el 2 de enero de 1712.
Tras la guerra de sucesión, en los tratados de Utrecht y Rastadt-Baden, el rey de Francia perdió Tournai, Furnes, Ypres, Menen, Wervik y recuperó Lille, Aire, Béthune, Orchies y Saint Venant, mientras que el elector de Baviera recuperaba su electorado y los Países Bajos volvían a la soberanía de los archiduques de Austria, esto es, se reintegraban de nuevo a la Casa de Habsburgo, y los territorios pasaron a denominarse Países Bajos austriacos.
Durante el periodo austriaco se llevó a cabo una labor centralizadora, que derivó en la implantación del francés como lengua administrativa, y también un auge industrial y en las artes y ciencias. 
No obstante, la política centralizadora del emperador José II en contra de los antiguos privilegios llevó a la rebelión general en 1788, la Revolución brabanzona, que —como dos siglos antes— se declararon independientes y formaron los Estados Unidos de Bélgica (11 de enero de 1790), en una declaración firmada por Brabante, Güeldres, Flandes, Flandes Occidental, Henao, Namur, Tournai (Tournaisis) y Malinas, pero no Luxemburgo. A fines de 1790, el emperador Leopoldo II restauró el poder de los Habsburgo sobre el territorio. 
En 1792, durante las Guerras Revolucionarias Francesas, el ejército revolucionario francés venció al austríaco en la batalla de Jemappes y conquistó los territorios de los Países Bajos meridionales, pero la victoria austríaca en Neerwinden en 1793 puso en retirada al ejército francés.
Finalmente los franceses obtuvieron en 1794 la victoria en la batalla de Fleurus y los austríacos se retiraron de nuevo de los Países Bajos.
El 1 de octubre de 1795, la Convención Nacional anexionó los Países Bajos y el Obispado de Lieja. Y la pérdida de territorios fue reconocida por Austria en el Tratado de Campo Formio, el 17 de octubre de 1797.